# Island détectives
Island détectives est une série télévisée française en 17 épisodes de 52 minutes, créée par Jean-François Porry et réalisée principalement par Pat Le Guen-Tenot, Emmanuel Fonlladosa et diffusée du 9 juin 1999 au 8 septembre 2002 sur TF1. Elle est rediffusée sur AB1 et depuis le printemps 2008 sur la chaîne IDF1. 
La série est intégralement disponible sur la chaîne YouTube Génération Sitcoms depuis le 14 août 2019. 

## Synopsis
Cette série met en scène les enquêtes de Brad O'Connors et Frank Vannier, deux détectives privés installés sur l'île de Saint-Martin. On peut y retrouver des ressemblances certaines avec des séries américaines à succès comme Magnum, Deux flics à Miami ou encore Agence Acapulco.

## Distribution
- Franck Neel : Frank Vannier
- William Sanford : Brad O'Connors
- Agnès Dhaussy : Véra Claudel

William Sanford étant un acteur américain, il a tourné les épisodes en anglais, et a été doublé par la suite en français par Bernard Lanneau.
Comme dans de nombreuses productions de Jean-François Porry on retrouve plusieurs acteurs et actrices qui ont joué dans d'autres de ses propres séries, comme Agnès Dhaussy vue dans Hélène et les Garçons ou Les Vacances de l'amour et de nombreux acteurs issus des séries Les filles d'à côté et Les nouvelles filles d'à côté.

## Épisodes
1. Une affaire personnelle (avec la participation de Serge Gisquière)
2. Explosions (avec la participation de July Messean)
3. Lisa (avec la participation de Eve Peyrieux)
4. Battling Jim (avec la participation de Virginie Desarnauts)
5. Représailles (avec la participation de Boris de Mourzitch et Michel Robbe)
6. Photo star (avec la participation de Bradley Cole et Laure Guibert)
7. Le grand saut
8. L'héritier (avec la participation de Lætitia Gabrielli)
9. Cendrillon (avec la participation de Cécile Auclert et Audrey Moore)
10. Pauvre Lolla
11. Le rival (avec la participation de Carole Dechantre)
12. Clown meurtrier
13. À Dieu et à diable
14. La marque du Z (avec la participation de Laly Meignan)
15. Flèches mortelles (avec la participation de Patricia Elig)
16. Fautif mais pas coupable (avec la participation de Christiane Jean)
17. La menteuse (avec la participation d'Alexandra Mancey)